# Maersk
A.P. Moller-Maersk Group (дан.A.P. Møller-Mærsk Gruppen) — данська компанія, що проводить діяльність у багатьох галузях економіки, насамперед транспорті та енергетиці. Відома під назвою Maersk (дан.Mærsk). Компанія має штаб-квартиру в Копенгагені і представлена дочірніми підприємствами та офісами у більш ніж 135 країнах світу. Загалом Maersk налічує близько 89 тис. працівників. У списку Forbes Global 2000 за 2015 рік компанія займала 148 місце. У світовому рейтингу судноплавних контейнерних компаній до 2021 року посідала перше місце. На кінець 2023 займала 2-ге місце у світі після Mediterranean Shipping Company.

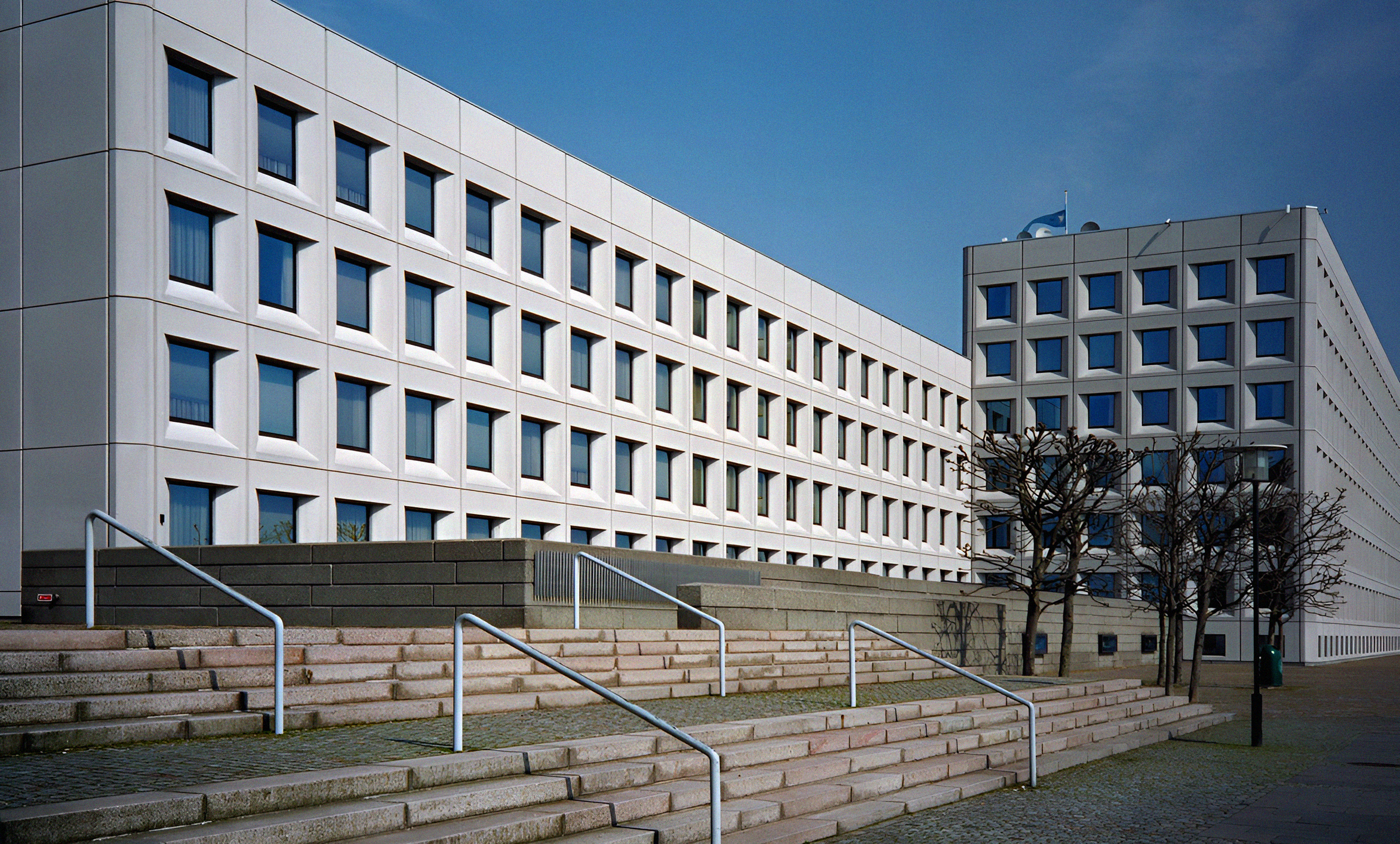
Штаб-квартира компанії у Копенгагені

## Історія
У 1904 році капітан Петер Маешк Мьоллер (дан.Peter Mærsk Møller) та його син Арнольд Петер Мьоллер (дан.Arnold Peter Møller) заснували спільну компанію, що називалася D/S Svendborg A/S. Першим судном компанії був вантажний пароплав Svendborg водотоннажністю 2200 т.

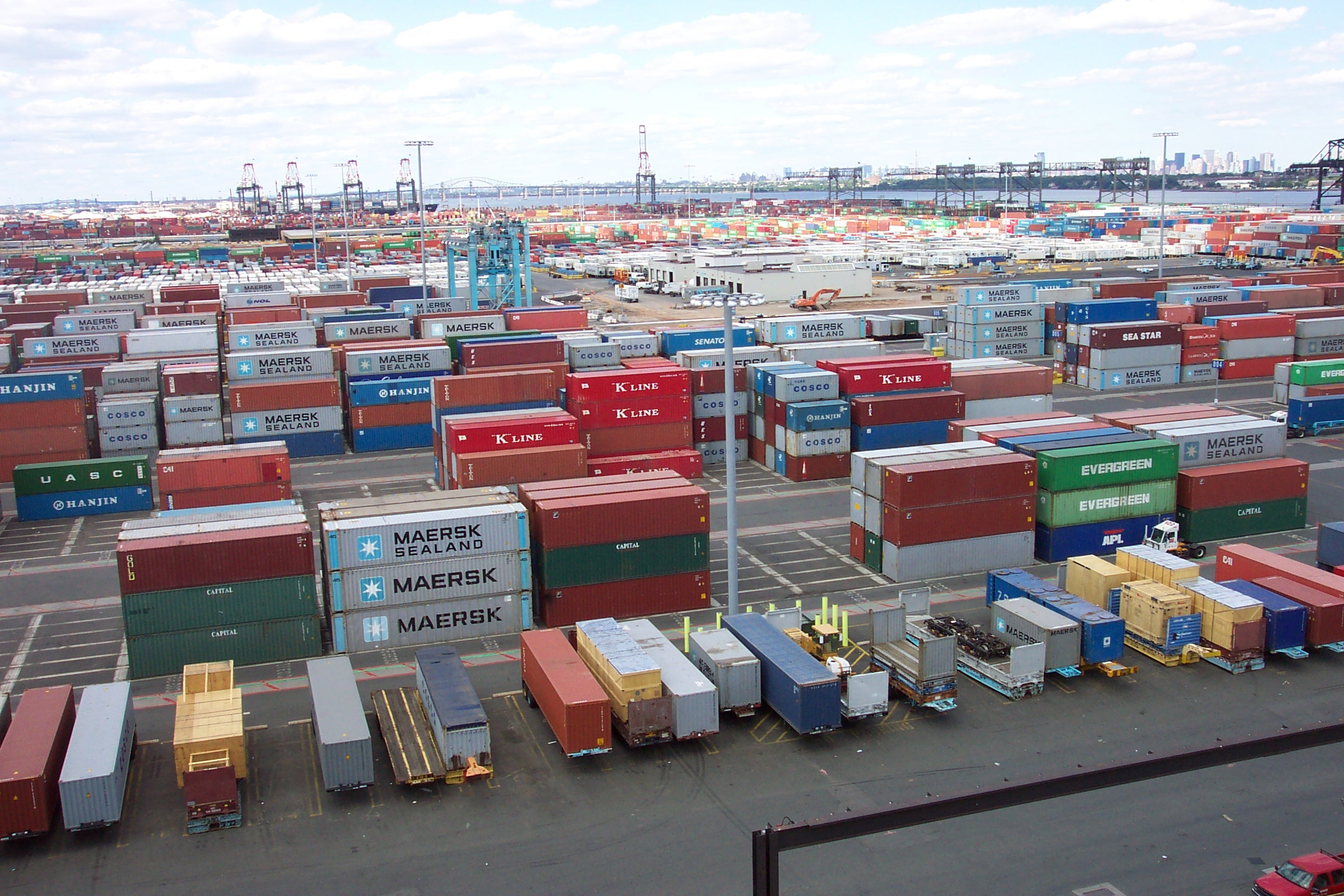
Контейнерний термінал Maersk у Порт-Елізабет, штат Нью-Джерсі, США

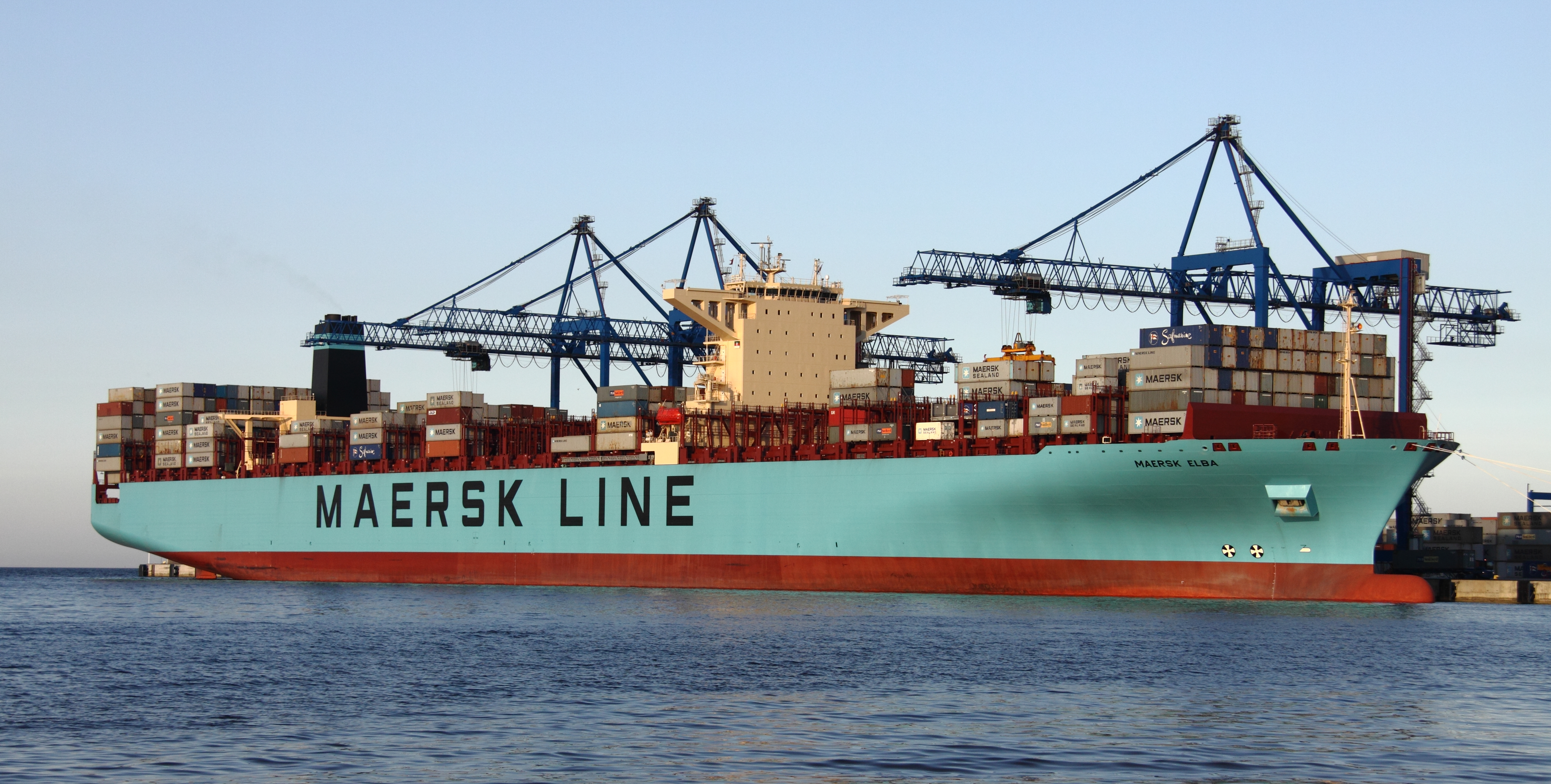
Контейнеровоз Maersk у порту Гданська

У Другу світову війну флот компанії обслуговував американські війська, більш ніж половина флоту Maersk під час бойових дій була втрачена.

## Власники і керівництво
- Голова ради директорів — Майкл Прам Расмуссен.
- Голова управління — Йєсс Содерберг.

## Діяльність
Maersk — найбільший оператор контейнерних перевезень у світі з 1996 року. Контейнерні перевезення — найбільша сфера діяльності компанії, що забезпечує майже половину її доходу (2008 рік) і включає послуги з перевезень, логістики, експедирування вантажів по всьому світу, а також діяльність контейнерних терміналів.
Компанії належить мережа з 57 портів і контейнерних терміналів у 36 країнах світу, на 5 континентах, як правило, у спільній власності з адміністраціями портів. Також Maersk володіє низкою найбільших у світі суден-контейнеровозів. Окрім цього, компанія в обмеженому обсязі займається видобутком нафти і природного газу, суднобудуванням, їй належить мережа супермаркетів, поштова компанія та ін. Також до її складу входила авіакомпанія.

### NotPetya
Компанія постраждала від хакерських атак на Україну в червні 2017 року із використанням вірусу NotPetya. За оцінками концерну втрати компанії, особливо її підрозділів Maersk Line, Damco та APM Terminals вкупі знаходяться на рівні $200-300 млн (€170-256 млн за тогочасним курсом). Технічний персонал був вимушений протягом 10 днів заново встановити і налаштувати все програмне забезпечення на 4000 серверах, 45 000 робочих станціях, заново встановити 2500 прикладних застосунків. Робітники були вимушені вручну опрацьовувати інформацію про виробничі процеси, при цьому падіння обсягів перевезень склало 20 % від звичайного.